# Parafia Matki Bożej Pocieszenia w Trzetrzewinie
Parafia Matki Bożej Pocieszenia w Trzetrzewinie – parafia rzymskokatolicka, znajdująca się w diecezji tarnowskiej, w dekanacie Nowy Sącz Zachód.